# Аксу (Байтерецький район)
Аксу́ (каз. Ақсу) — село у складі Байтерецького району Західноказахстанської області Казахстану. Входить до складу Кушумського сільського округу.
Населення — 185 осіб (2021; 246 у 2009, 350 у 1999, 458 у 1989).
До 2020 року село називалось Владимировка.